# Gibraltar United Football Club
El Gibraltar United Football Club fou un club de futbol de Gibraltar.
Va ser fundat l'any 1943 per Aurelio Louis Danino, un periodista gibraltareny que tenia el pseudònim de Lubinox. L'any 2011 es fusionà amb el Lions Football Club adoptant el nom Lions Gibraltar FC. El 2014, després que l'Associació de Futbol de Gibraltar fos acceptada a la UEFA, el club es va independitzar de nou dels Lions i va competir a la Segona Divisió de Gibraltar. El juliol de 2018, el Gibraltar United va ser titular internacional quan es va convertir en el primer club de futbol del món a pagar als jugadors en part amb criptomoneda, a través d'un patrocini amb Quantocoin. No obstant, el 2019 començà a tenir problemes econòmics i alguns jugadors deixaren el club per impagaments. The club denied these reports later that day, though, stating that Dana was still a part of the club. El 12 d'agost fou expulsat de la lliga i acabà desapareixent.

## Palmarès
- Lliga de Gibraltar:[6]

1947, 1948, 1949, 1950, 1951, 1954, 1960, 1962, 1964, 1965, 2002
- Rock Cup:[7]

1947, 1999, 2000, 2001
- Gibraltar Second Division:

1999, 2015